# Jagdtiger
Jagdtiger (SdKfz 186), oficiální značení Panzerjäger Tiger Ausf. B byl německý těžký stíhač tanků na konci druhé světové války.
Jagdtiger představuje jeden z vrcholů snah zbrojního průmyslu Třetí říše ve směru budování stále těžší a větší obrněné techniky. Byl to nejtěžší a nejlépe pancéřovaný sériově vyráběný obrněný prostředek; rekordní byla i jeho hlavní zbraň – kanón ráže 128 mm PaK 44 L/55. Tomu však odpovídala mimořádná výrobní cena a spotřeba paliva. Základem pro Jagdtigera se stal podvozek a vana těžkého tanku Tiger II (též Königstiger).
Bylo vyrobeno 88 kusů; nasazen byl při bitvě v Ardenách, u Remagenu a dále na západní frontě. Několik strojů bojovalo v Rakousku proti Rudé armádě.[zdroj⁠?!]

## Zhodnocení
Jagdtiger představoval vážnou hrozbu i pro ty nejtěžší nepřátelské tanky, jež mohl účinně ostřelovat na vzdálenost maximálně tři a půl kilometru, zatímco žádný protivník jej nedokázal zepředu vážněji ohrozit ani z těsné blízkosti. Navzdory tomu je projekt obecně hodnocen jako chybný a neúspěšný – Jagdtiger představoval luxus, který si Německo nemohlo dovolit. Jeho výroba byla extrémně drahá a pomalá, spotřeba paliva příliš vysoká. Stroj trpěl celou řadou závad vyplývajících z uspěchaného nasazení na frontu a přílišného namáhání hnacích systémů. Jeho kanón používal dělené střelivo, což v boji vedlo k nižší praktické rychlosti střelby. Stroj byl příliš nemotorný a stejně jako Ferdinand se nedokázal vypořádat s útokem většího množství nepřátel, kteří se dostali do jeho těsné blízkosti a obvykle jej bez potíží vymanévrovali. Stejně tak byl zranitelný útoky nepřátelského letectva. Jagdtiger byl oproti Ferdinandovi vybaven kulometem v přední části trupu a to mu poskytovalo ochranu před nepřátelskou pěchotou při čelním útoku.